# Xã Butler, Quận Columbiana, Ohio
Xã Butler (tiếng Anh: Butler Township) là một xã thuộc quận Columbiana, tiểu bang Ohio, Hoa Kỳ. Năm 2010, dân số của xã này là 3.614 người.